# Europa Universalis
Europa Universalis é um jogo de estratégia para computador, feito pela Paradox Development Studio.
O jogo se passa do século XV ao início do século XIX, e os jogadores controlam nações históricas (que vão desde a França, principados alemães e até o Império Inca). Os jogadores devem lidar com aspectos econômicos, políticos e militares, e têm várias opções para levar seu Estado à vitória. Pode-se ser um império colonial, uma cidade-estado mercante pacífica etc.
O escopo do jogo é tão grande que professores de história dos Estados Unidos elegeram este como sendo o jogo mais educativo para explicar sobre a história daquele continente e a do mundo.
O jogo atualmente já está na sua quarta edição (Europa Universalis IV).